# Gymnotus onca
Gymnotus onca és una espècie de peix pertanyent a la família dels gimnòtids.

## Descripció
- Fa 12 cm de llargària màxima.[5][6]

## Hàbitat
És un peix d'aigua dolça, demersal i de clima subtropical.

## Distribució geogràfica
Es troba a Sud-amèrica: conca del riu Amazones al Brasil.

## Observacions
És inofensiu per als humans.